# Dysderidae
Dysderidae é uma família de aranhas araneomorfas de tamanho corporal mediano a grande, com 6 olhos e comportamento errante e nocturno. A máxima biodiversidade desta família ocorre na Eurásia e no bordo sul da África do Norte. Os géneros Dysdera e Harpactea são particularmente ricos em espécies. A picada destas aranhas é muito dolorosa para os humanos.

## Géneros
The World Spider Catalog 12.5 inclui nesta família os seguintes géneros:
- Cryptoparachtes Dunin, 1992
- Dasumia Thorell, 1875
- Dysdera Latreille, 1804
- Dysderella Dunin, 1992
- Dysderocrates Deeleman-Reinhold & Deeleman, 1988
- Folkia Kratochvíl, 1970
- Harpactea Bristowe, 1939
- Harpactocrates Simon, 1914
- Holissus Simon, 1882
- Hygrocrates Deeleman-Reinhold, 1988
- Kaemis Deeleman-Reinhold, 1993
- Mesostalita Deeleman-Reinhold, 1971
- Minotauria Kulczyn'ski, 1903
- Parachtes Alicata, 1964
- Parastalita Absolon & Kratochvíl, 1932
- Rhode Simon, 1882
- Rhodera Deeleman-Reinhold, 1989
- Sardostalita Gasparo, 1999
- Speleoharpactea Ribera, 1982
- Stalagtia Kratochvíl, 1970
- Stalita Schiödte, 1847
- Stalitella Absolon & Kratochvíl, 1932
- Stalitochara Simon, 1913
- Tedia Simon, 1882
- †Dasumiana Wunderlich, 2004
- †Mistura Petrunkevitch, 1971